# 飛越擂台
《飛越擂台》（The Boxer）是香港亞洲電視製作的劇集，於1983年4月4日首播，共25集。本劇由劉嘉豪監製，鄭丹瑞擔任劇本編審，岳華、梁小龍、劉家勇、蔣金、文雪兒、李麗麗等主演。
本劇以拳擊為主題，描述一群年青人努力追求成為優秀拳手的歷程，同時以比賽場地“擂台”比喻為一個現實社會，透過他們的遭遇和奮鬥生涯道出只有努力不懈，力爭上游，才是保持常勝的唯一竅門。

## 演員表
- 梁小龍 飾 林榮
- 岳華 飾 徐天雄
- 劉家勇 飾 阮國威
- 蔣金 飾 朱寶寶
- 文雪兒 飾 鍾彩虹
- 李麗麗 飾 黃百惠
- 鄭雷 飾 鄧添
- 陳惠敏 飾 黎傑
- 車保羅 飾 一咪七
- 陳植槐 飾 阮大海
- 曹達華 飾 黃飛龍
- 徐寶鳳 飾 林萍
- 馮真 飾 李美芳
- 鄭恕峰 飾 羅少斌
- 李振輝 飾 林永祥
- 丁櫻 飾 鄧美玲
- 譚德成 飾 韭菜
- 賴汝正 飾 賴汝正
- 鮑漢琳 飾 鍾生
- 錢嘉樂 飾 一名拳手

## 軼事
- 本劇演員陳惠敏曾獲得博擊比賽冠軍。
- 體育傳媒人賴汝正在本劇飾演自己本人。
- 本劇演員梁小龍、劉家勇亦有為其他亞洲電視劇集擔任武術指導。
- 李振輝是粵劇丑生李海泉幼子、國際巨星李小龍弟弟。
- 錢嘉樂在劇中客串飾演一名拳手。